# Ongudai
Ongudai (en altai: Оҥдой, Ongdoi; rus: Онгудай, Ongudai) és un poble (seló) de la República de l'Altai, a Rússia. És el centre administratiu del Districte d'Ongudai. Està situat al riu Ursul, a 210 quilòmetres Gorno-Altaisk, la capital de la república. Al cens rus (2010), la seva població era de 5655, sobretot altais i russos.
Va ser fundat l'any 1626. Les missions ortodoxes russes hi van fundar un lloc missionari el 1856. La primera escola del poble va obrir l'any 1860, i es va instal·lar en un edifici propi nou el 1881. L'església de l'Assumpció es va consagrar el 1881 i la de Sant Innocent d'Irkutsk el 1908. El 1910 el poble tenia 800 habitants.

## Clima
Ongudai té un clima continental humit influït pel monsó (Classificació de Köppen Dwb) amb estius tebis i humits i hiverns secs i severament freds. El mes més càlid de l'any és el juliol, quan la temperatura mitjana és de 16,9 °C i el mes més fred de l'any és el gener, quan la temperatura mitjana és de −19,5 °C.
| Dades climàtiques a Ongudai (1958-1997) | Dades climàtiques a Ongudai (1958-1997) | Dades climàtiques a Ongudai (1958-1997) | Dades climàtiques a Ongudai (1958-1997) | Dades climàtiques a Ongudai (1958-1997) | Dades climàtiques a Ongudai (1958-1997) | Dades climàtiques a Ongudai (1958-1997) | Dades climàtiques a Ongudai (1958-1997) | Dades climàtiques a Ongudai (1958-1997) | Dades climàtiques a Ongudai (1958-1997) | Dades climàtiques a Ongudai (1958-1997) | Dades climàtiques a Ongudai (1958-1997) | Dades climàtiques a Ongudai (1958-1997) | Dades climàtiques a Ongudai (1958-1997) |
| Mes                                     | gen                                     | febr                                    | març                                    | abr                                     | maig                                    | juny                                    | jul                                     | ag                                      | set                                     | oct                                     | nov                                     | des                                     | anual                                   |
| --------------------------------------- | --------------------------------------- | --------------------------------------- | --------------------------------------- | --------------------------------------- | --------------------------------------- | --------------------------------------- | --------------------------------------- | --------------------------------------- | --------------------------------------- | --------------------------------------- | --------------------------------------- | --------------------------------------- | --------------------------------------- |
| Màxima rècord °C (°F)                   | 10.0 (50)                               | 8.6 (47.5)                              | 24.6 (76.3)                             | 26.0 (78.8)                             | 32.0 (89.6)                             | 34.0 (93.2)                             | 39.7 (103.5)                            | 35.8 (96.4)                             | 32.2 (90)                               | 26.1 (79)                               | 14.5 (58.1)                             | 14.0 (57.2)                             | 39.7 (103.5)                            |
| Màxima mitjana °C (°F)                  | −14.1 (6.6)                             | −9.4 (15.1)                             | 0.9 (33.6)                              | 11.2 (52.2)                             | 17.8 (64)                               | 22.6 (72.7)                             | 24.2 (75.6)                             | 21.8 (71.2)                             | 16.7 (62.1)                             | 7.8 (46)                                | −4.8 (23.4)                             | −13.1 (8.4)                             | 6.8 (44.24)                             |
| Mitjana diària °C (°F)                  | −19.5 (−3.1)                            | −16.0 (3.2)                             | −6.1 (21)                               | 3.9 (39)                                | 10.5 (50.9)                             | 15.2 (59.4)                             | 16.9 (62.4)                             | 14.3 (57.7)                             | 8.9 (48)                                | 1.2 (34.2)                              | −10.1 (13.8)                            | −18.0 (−0.4)                            | 0.1 (32.18)                             |
| Mínima mitjana °C (°F)                  | −24.8 (−12.6)                           | −22.5 (−8.5)                            | −13.2 (8.2)                             | −3.9 (25)                               | 2.8 (37)                                | 7.7 (45.9)                              | 10.0 (50)                               | 7.4 (45.3)                              | 1.8 (35.2)                              | −4.8 (23.4)                             | −15.3 (4.5)                             | −22.9 (−9.2)                            | −6.5 (20.3)                             |
| Mínima rècord °C (°F)                   | −43.9 (−47)                             | −38 (−36)                               | −33.9 (−29)                             | −22.8 (−9)                              | −10.2 (13.6)                            | −2.8 (27)                               | 1.0 (33.8)                              | −2.8 (27)                               | −10 (14)                                | −26.2 (−15.2)                           | −41 (−42)                               | −43.9 (−47)                             | −43.9 (−47)                             |
| Precipitació mitjana mm (polzades)      | 9.6 (0.378)                             | 5.2 (0.205)                             | 16.4 (0.646)                            | 34.0 (1.339)                            | 67.4 (2.654)                            | 71.1 (2.799)                            | 66.7 (2.626)                            | 52.3 (2.059)                            | 45.8 (1.803)                            | 32.3 (1.272)                            | 29.4 (1.157)                            | 17.3 (0.681)                            | 447.5 (17.618)                          |
| Mitjana de dies de precipitació         | 3                                       | 2                                       | 3                                       | 5                                       | 8                                       | 10                                      | 11                                      | 11                                      | 6                                       | 5                                       | 5                                       | 6                                       | 81                                      |
| Humitat relativa mitjana (%)            | 72.9                                    | 74.3                                    | 66.7                                    | 60.5                                    | 56.0                                    | 66.8                                    | 70.1                                    | 69.0                                    | 65.6                                    | 75.9                                    | 79.7                                    | 83.7                                    | 70.1                                    |
| Font: «weatherbase».                    |                                         |                                         |                                         |                                         |                                         |                                         |                                         |                                         |                                         |                                         |                                         |                                         |                                         |